# Antonio Pitarch
 (septembre 2017).
- Si vous ne connaissez pas le sujet, laissez ce bandeau (vous pouvez alors contacter les auteurs).
- Si vous supprimez le contenu mis en cause (vous pouvez préalablement contacter les auteurs),

argumentez précisément cette suppression dans la page de discussion
(un manque de référence n'est pas un argument ; une recherche réelle de référence doit avoir été effectuée, être formellement documentée).
 (septembre 2017).
Si vous disposez d'ouvrages ou d'articles de référence ou si vous connaissez des sites web de qualité traitant du thème abordé ici, merci de compléter l'article en donnant les références utiles à sa vérifiabilité et en les liant à la section « Notes et références ».
Pour les articles homonymes, voir Pitarch.

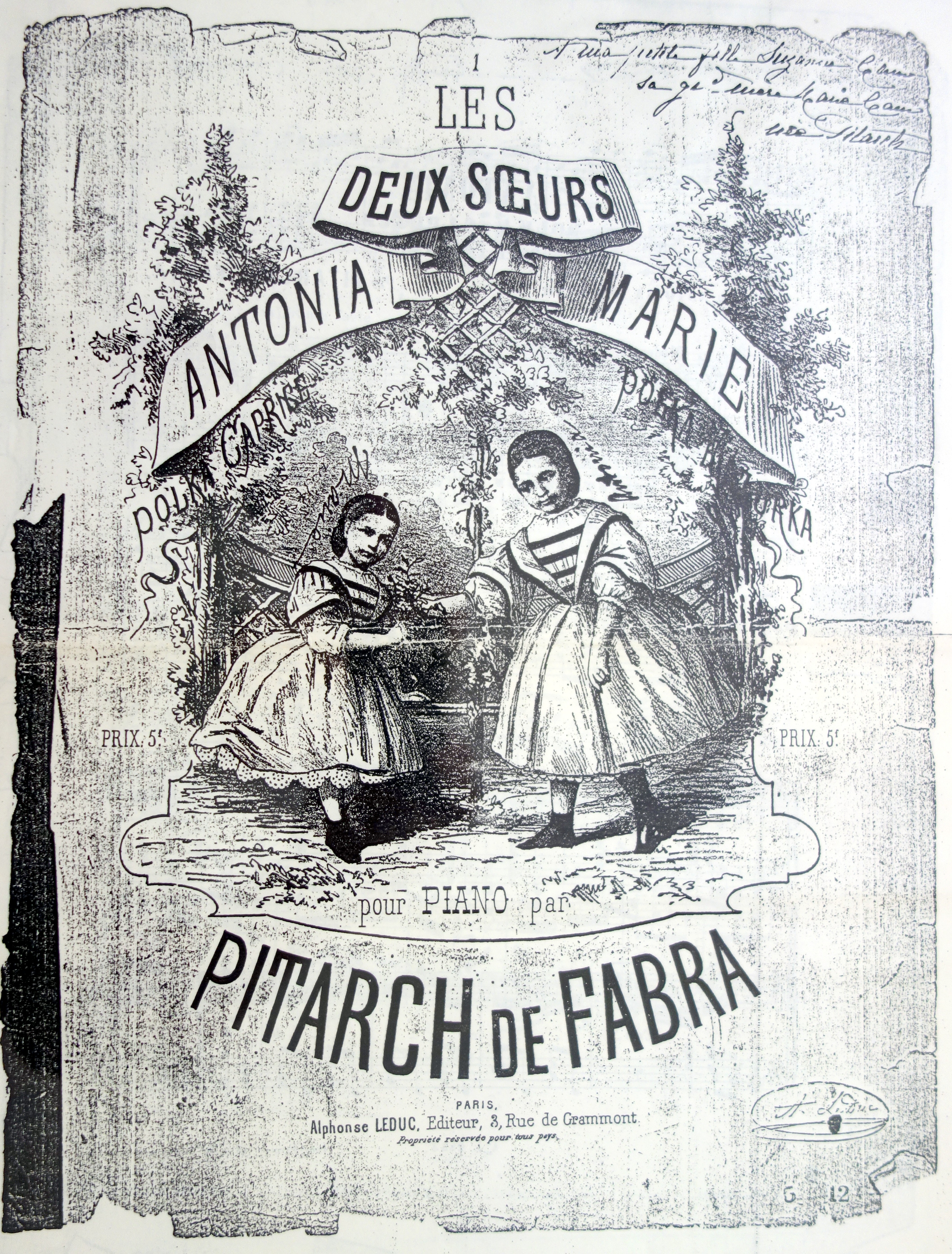
Partition de PITARCH de FABRA à ses deux nièces Antonia et Marie filles d'Antonio PITARCH

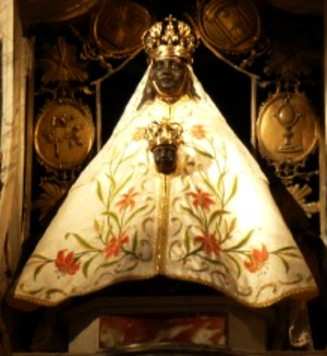
Vierge Noire du Puy en Velay

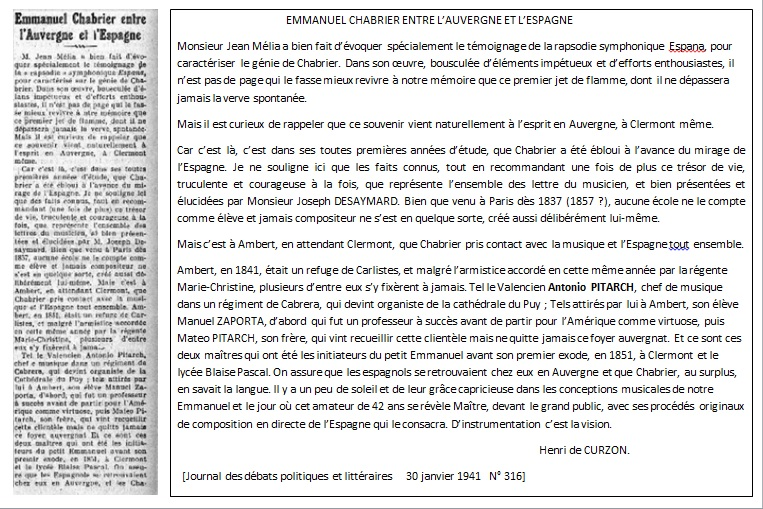
Article de Monsieur CLUZON mentionnant le Maëstro Antonio PITARCH

Antonio Cristobal Pitarch, né à Sant Mateu (Castellón) le 12 juillet 1814 oùil est mort le 5 décembre 1887, est un musicien espagnol réfugié carliste en France et qui a fait l'essentiel de sa carrière au Puy-en-Velay.

## Biographie
LA FORMATION MUSICALE D'ANTONIO PITARCH EN ESPAGNE.
Antonio appartenait à une vieille famille patriarcale où la religion et la musique étaient également en honneur. Son père avait fondé une société musicale où il enseignait gratuitement aux enfants du Maëstrazgo (Royaume de Valence). Dans le dictionnaire des artistes du royaume de Valence, on trouve le père d'Antonio, Don Miguel PITARCH, "qui donna à l'art divin six de ses enfants : trois filles religieuses organistes dans leur couvent et trois fils également organistes, dont Antonio".
Après les premiers principes reçus dans la famille, Antonio continua son éducation musicale au séminaire de TORTOSA, sous la direction du Maëstro NIU et la perfectionna ensuite au conservatoire de BARCELONE sous la direction des Maîtres Maeto FERRER, organiste de la Cathédrale, et Anastasio ORTA.Ses parents le destinait à être Maître de Chapelle et, par cela même, le vouaient à la prêtrise puisque seuls, en l'Espagne de ce temps, les prêtres étaient chargés de cette fonction.
LA GUERRE CARLISTE DE 1833, ANTONIO PITARCH SOUS L'ETENDARD DU GENERAL CABRERA.
Contre les "Christinos" la famille de Don Miguel PITARCH se rangea sous les ordres du général CABRERA et ses fils rejoignirent l'armée Carliste. Le général CABRERA, qui était un condisciple d'Antonio PITARCH au séminaire de TORTOSA et qui connaissait les études musicales l'engagea pour diriger la musique militaire avec le grade de lieutenant.
C'est comme chef de musique et membre de l'état major du général CABRERA de l'armée carliste [Carlisme] du général Cabrera qu'Antonio officia pendant sept ans. Après la défaite des troupes carlistes, il passa les Pyrénées et se réfugia avec plusieurs de ses compatriotes au Puy.
LE REFUGIE POLITIQUE A LA FIN DES GUERRES CARLISTES, INSTALLATION AU PUY EN VELAY.
Antonio PITARCH se réfugia au Puy en Velay parce qu'il connaissait depuis son enfance la Vierge Miraculeuse de Notre-Dame du PUY. Sa famille possédait une médaille en argent conservée pieusement depuis plusieurs siècles et transmise fidèlement aux aînés. Cette médaille représentait Notre-Dame du PUY, Vierge Noire avec l'Enfant Jésus au giron.
C'est ce que veut la légende, mais en fait les soldats de l'armée Carliste défaite, furent acceptés comme réfugiés politiques dans quatre villes françaises qui servaient de centres de tri obligatoires : Le Puy, Ambert, Valence et Lons le Saunier.
Il arriva donc dans cette ville du Puy uniquement en se plaçant sous la protection de la Vierge et sans aucune recommandation.
Sur place, il a espéré se faire engager comme maçon dans la construction du tribunal place du Breuil. Alors qu’il accompagnait à l’accordéon quelques réfugiés carlistes comme lui qui chantaient pour gagner quelques sous, il fut remarqué par un avocat ponot : M. Chavannes. Ce dernier, qui fréquentait assidument le milieu musical anicien, lui aurait proposé une audition immédiate au théâtre ou la philharmonie répétait un spectacle. Antonio Pitarch prétendait être capable de jouer de plusieurs instruments dont le Piano, l’Orgue, la clarinette, le Violon et le Violoncelle. On ne sait pas ce qu’il joua, mais il fut immédiatement recruté dans l’orchestre.
Il fit venir ses deux frères en France, Mateo et Vicente, tous deux également musiciens et réfugiés carlistes. Mateo s’installa à Ambert ou il fut notamment le professeur de piano du jeune Emmanuel Chabrier. Vicente s’inscrivit au conservatoire de Paris. Ses trois sœurs étant organistes dans de couvents en Espagne. Une des filles de Mateo, Louise Pitarch, fut une cantatrice célèbre.
Très ouvert et toujours disponible, Antonio fut bientôt un notable du Puy, et fut reçu au concours organisé pour recruter l’organiste de la cathédrale reconstruite.
Il se lança également comme professeur de musique, ses élèves le surnommaient affectueusement « le père Pitarch », il avait un accent espagnol très affirmé, et ne rechignait pas à faite chanter des chants carlistes à ses élèves.
« Les lycéens qui se sont succédé entre 1869 et 1879, se souviennent du « Père Pitarch », de ce carliste enragé qui leur faisait chanter, dans un établissement de l’Etat, sans crainte des complications diplomatiques, un air révolutionnaire espagnol « Guerra a muerte a l’infame Maria-Christina, De combate a combate hasta la muerte ». Les échos du vieux lycée retentissaient des échos de ce refrain, pendant que les encriers, placés malicieusement sous la baguette du maestro Pitarch, volaient en éclats sous les coups de trique endiablés qui ponctuaient la mesure et semblaient tomber sur le dos de l’infame Mari-Christina ».
Lorsque l’avocat Chavannes décida de créer un orphéon, Pitarch accepta d’en être le directeur musical. Sous sa direction, la ville du Puy connut un rayonnement musical extraordinaire. Le sommet de sa gloire fut matérialisé par la journée du 12 septembre 1860 ou, devant l’empereur Napoléon III et l’impératrice Eugénie, il dirigea l’Orphéon pour l’inauguration de la statue de Notre-Dame de France, issue des canons de Sébastopol. À cette occasion il put jouer une messe, œuvre de son frère Vicente.
La ville du Puy-en-Velay l'honore d'une rue: la rue Antoine PITARCH qui offre une vue sur la cathédrale, la statue Notre-Dame de France et la rue des Tables.
LA CARRIERE MUSICALE D'ANTONIO PITARCH AU PUY EN VELAY
Laissons écrire le journaliste Saint-Gilles dans le journal de la Haute-Loire du 8 janvier 1956 : « L’organiste descendit de la Cathédrale pour rencontrer Oscar Bonnet, Dugonne, Ranchet, Joyeux et il réussit à grouper une pléiade de participants qui se distingua rapidement en se faisant entendre aux cérémonies religieuses et civiles de la ville, puis à se produire dans les festivals de la région. Indiquons qu’en 1856, le 13 janvier, la jeune compagnie chanta la messe de Sainte Cécile à l’église Saint Laurent ; le 24 mars, elle se faisait entendre au musée à l’occasion de la remise des récompenses obtenues par les industriels de la Haute-Loire à l’exposition universelle de Paris ; le 6 avril, elle donnait un concert au théâtre de la rue Grenouillit, au profit des pauvres ; le 22 juin, elle chantait une messe à la Cathédrale en l’honneur de Saint François Régis ; huit jours après elle se transportait à la fête d’Yssingeaux. L’harmonie avec des guides tels que Chabanes et Pitarch, l’Orphéon s’engagea sur les voies où il allait cueillir des brassiers de lauriers. Et pas seulement dans le département, mais à Saint-Etienne, à Lyon, à Clermont, à Paris, à Genève, à Londres…. La bannière offerte par les Dames du Puy après avoir été dessinée par François Girollet, père de l’afficheur-poète, se couvrait de palmes et de médailles qui la transformaient en une sorte d’étoile lumineuse destinée à éclairer le monde. Le « père » Pitarch pouvait en concevoir de la fierté : c’était son œuvre. »
LA DESCENDANCE MUSICALE D'ANTONIO PITARTCH.
Antonio PITARCH se maria avec Justine MICHAUD-ASTIER, penote, qui avait fondé un pensionnat de jeunes filles très florissant. De cette union naquirent trois enfants : Antonia, Maria et Joseph.
Joseph, officier, meurt sans postérité.
Antonia, qui se maria à Louis FUMEY, eurent une fille, Marie-Louise FUMEY, excellente musicienne fut prix du conservatoire de Lyon en 1900.
Marie, professeur de piano, se maria avec Alexandre CANO (fils de réfugié carliste). De cette union naquirent quatre garçons dont l'aîné, Antoine CANO qui se maria avec Lucie LAMARQUE et donnèrent naissance à une fille, Marcelle CANO.
Marcelle CANO fut l'élève de sa grand-mère, Marie PITARCH. Son enseignement fut faible car Marie PITARCH était devenue sourde. Marcelle CANO disposait ainsi d'un jeu de doigts remarquable mais malheureusement gâché par des dissonances fâcheuses. Le fils de Marcelle CANO, Dominique LAURENT, disposait d'une oreille incertaine et on ne l'encouragea pas à poursuivre. Lors de son service militaire il suivit la formation de trompette (sonnerie aux morts), mais il n'eut pas le temps de montrer son niveau.
En revanche sa seconde fille, Irène LAURENT, se montra très tôt une excellente musicienne, d'abord à la flûte et ensuite au piano. Elle se produisit en concert le 16 décembre 1996 au conservatoire de Paris où elle interpréta avec brio une valse de GRIEG qui fit une forte impression au jury par sa fougue proprement espanisante. Malgré les encouragements, sans doute pour des raisons familiales, elle stoppa net sa brillante carrière. Ses proches espèrent toujours la voir remonter sur scène avec son nom d'artiste "Irène PITARCH" et réentendre ses brillantes interprétations empreintes de cette fougue valencienne qui fait revivre son brillant aïeul Antonio PITARCH. Puisse t'elle avoir reçu de ce dernier le même souffle musicale que celui qui a tant marqué Emmanuel Chabrier.
Sa petite sœur, Flore Laurent qui fut d'abord violoniste, a débuté une nouvelle carrière de pianiste à Singapour.

### Formation
Antonio Pitarch appartient à une vieille famille patriarcale où la religion et la musique étaient également en honneur. Son père a fondé une société musicale où il enseignait gratuitement aux enfants de San Matéo
Après les premiers principes reçus dans la famille, Antonio Pitarch continue son éducation musicale au séminaire de Tortosa, sous la direction du Maestro Niu et la perfectionne ensuite au conservatoire de Barcelone sous la direction des Maîtres Mateo Ferrer, organiste de la Cathédrale, et Anastasio Orta. Il s'installe en 1834 comme professeur de flute à Valence.
Contre les Christinos . Le général Cabrera, qui est un condisciple d'Antonio Pitarch au séminaire de Tortosa et qui connait les études musicales l'engage pour diriger la musique militaire avec le grade de lieutenant. C'est comme chef de musique et membre de l'état major du général Cabrera de l'armée carliste il officiera pendant sept ans. Après la défaite des troupes carlistes, il passe les Pyrénées et est interné dans le centre des réfugiés carlistes au Puy-en-Velay.

### Réfugié politique au Puy-en-Velay
C'est ce que veut la légende voulait qu'Antonio Pitarch choisit lui-même la ville du Puy comme exil français, mais en fait les soldats de l'armée Carliste défaite, furent acceptés comme réfugiés politiques dans quatre villes françaises qui servaient de centres de tri obligatoires : Le Puy-en-Velay, Ambert, Valence et Lons-le-Saunier.
Antonio Pitarch était capable de jouer de plusieurs instruments dont le piano, l’orgue, la clarinette, le violon et le violoncelle. il est immédiatement recruté dans l’orchestre du Puy.
Il fait venir ses deux  frères en France, Mateo et Vicente, tous deux également musiciens . Mateo s’installe à Ambert ou il est notamment le professeur de piano du jeune Emmanuel Chabrier. Vicente suit les enseignements de son frère aîné Antonio Pitarch en écrivant avec lui une grande messe . Antonio Pitarch  est reçu au concours en 1841 comme organiste de la cathédrale Notre-Dame du Puy-en-Velay.
Il est également  professeur de musique au Lycée, à l'école normale et en ville, il est aussi directeur de l'Orphéon du Velay. Le sommet de sa notoriété est la journée du 12 septembre 1860 ou, devant l’empereur Napoléon III et l’impératrice Eugénie, il dirige l’orphéon pour l’inauguration de la statue de Notre-Dame de France, dont le bronze provient des canons pris à l'ennemie lors de la guerre de Crimée à Sébastopol.

## Hommage
- Une rue du Puy-en-Velay porte son nom.